# Arquitetura biónica

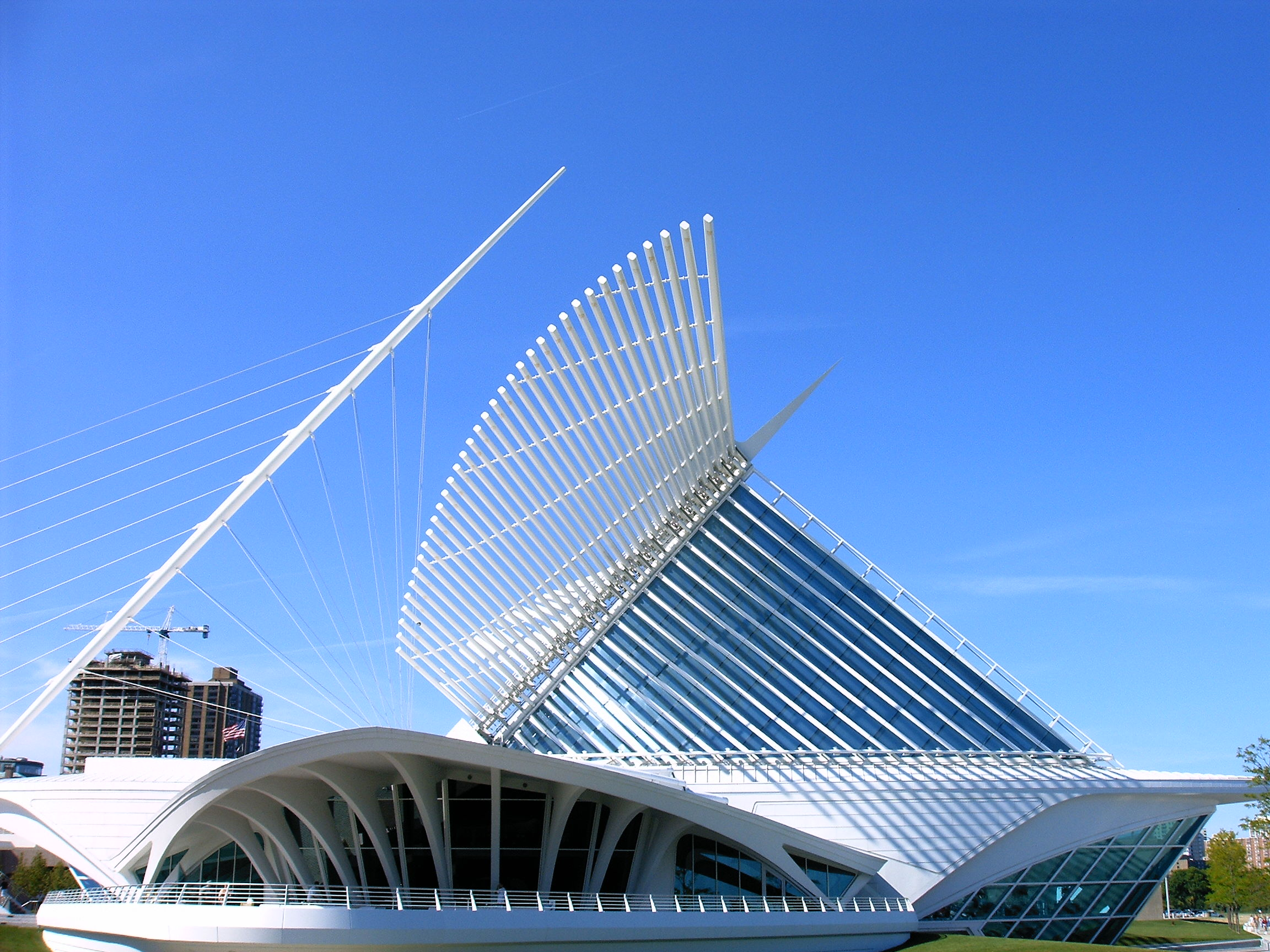
Na foto Arquitetura biónica do Milwaukee Art Museum

Arquitectura biónica é um movimento contemporâneo que estuda as adaptações fisiológicas, comportamentais e estruturais dos organismos biológicos como fonte de inspiração para projetar e construir edifícios expressivos. Essas estruturas são projetadas para serem autossuficientes, sendo capazes de se modificar estruturalmente em resposta às forças internas e externas flutuantes, como mudanças no clima e na temperatura. É uma vertente de investigação arquitectónica que visa uma aproximação entre as formas e os métodos de construção humanos e as outras formas e métodos biológicos. 
Embora esse estilo de arquitetura exista desde o início do século XVIII, o movimento só começou a amadurecer no início do século XXI, após as crescentes preocupações da sociedade com as mudanças climáticas e o aquecimento global. Essas influências levaram a arquitetura biônica a ser usada para afastar a sociedade do seu ambiente antropocêntrico, criando paisagens que permitam o relacionamento harmonioso entre a natureza e a sociedade. Isso é alcançado por meio de uma compreensão profunda das interações complexas entre forma, material e estrutura para garantir que o projeto do edifício suporte um ambiente mais sustentável. Como resultado, os arquitetos contarão com o uso de materiais e técnicas artificiais de alta tecnologia para conservar energia e materiais, diminuir o consumo de construção e aumentar a praticidade e a confiabilidade das suas estruturas de construção.
É uma das mais inovadoras correntes de investigação no campo da arquitectura. Combinam-se novas abordagens filosóficas e científicas (holística, complexidade, emergência, arquitectura genética, arquitectura algorítmica, arquitectura paramétrica) com as mais recentes tecnologias (realidade virtual, desenho assistido por computador, manufactura assistida por computador) na busca de novas soluções estéticas e de sustentabilidade.

## Referência

### Revistas
- Sousa, J. Arquitectura e Vida N°74. Setembro de 2006, pág.s 22-28

### Livros
- Duarte, J. eCAADe 23 Digital Design: The Quest for New Paradigms. Lisbon 2005, pág.s 599-606
- Lozano, M. XX Encuentro de Jóvenes Investigadores. Cuadernos de I.N.I.C.E., Salamanca 2004, pág.s 257-263
- Soza, P. SIGraDi 2006 - the 10th Iberoamerican Congress of Digital Graphics . Santiago de Chile - Chile 21-23 November 2006, pp. 56-60

1. ↑  Wan-Ting, Chiu; Shang-Chia, Chou (2009). «Discussion on theories of bionic design» (PDF). International Association of Societies of Design Research, Energy Conversion and Management. 63 (1): 3625–3643
2. ↑  Yuan, Yanping; Yu, Xiaoping; Yang, Xiaojiao; Xiao, Yimin; Xiang, Bo; Wang, Yi (1 de julho de 2017). «Bionic building energy efficiency and bionic green architecture: A review». Renewable and Sustainable Energy Reviews (em inglês). 74: 771–787. ISSN 1364-0321. doi:10.1016/j.rser.2017.03.004
3. 1 2  Vorobyeva, O I (14 de dezembro de 2018). «Bionic architecture: back to the origins and a step forward». IOP Conference Series: Materials Science and Engineering. 451. 012145 páginas. ISSN 1757-899X. doi:10.1088/1757-899x/451/1/012145
4. ↑  Zakcharchuk, Anzhela (2012). «Bionics in architecture». Challenges of Modern Technology. 3 (1): 50–53
5. 1 2  Chen, Ling Ling (2012). «The Application of Bionics Techniques in the Designing of Building Material Skin». Applied Mechanics and Materials. 174-177: 1977–1980. Bibcode:2012AMM...174.1977C. ISSN 1662-7482. doi:10.4028/www.scientific.net/amm.174-177.1977
6. ↑  Mayatsykaya, Irina; Yazyev, Batyr; Yazyeva, Svetlana; Kulinich, Polina (2017). «Building constructions: architecture and nature». MATEC Web of Conferences. 106: 1–9
7. ↑  Negrotti, Massimo (2012). The reality of the artificial: Nature, technology and naturoids. Germany: Springer Publishing. ISBN 978-3-642-29679-6